# Prix Émile-Cohl
Le prix Émile-Cohl est une distinction française récompensant chaque année un film d'animation, il a été créé en 1943 par la direction générale du cinéma du gouvernement de Vichy  pour encourager des compositions originales. Un des buts initiaux est de servir de propagande au régime de Vichy. Tout d'abord créé sous l'intitulé de « Grand Prix du dessin animé », son nom définitif lui a été donné en hommage à Émile Cohl par le journaliste René Jeanne.

## Lauréats
- 1943 : Le jury composé de Émile Vuillermoz, Louis-Émile Galey, Paul Lavallée, Marcel Achard, Marcel L’Herbier, Louis Chéronnet, Pierre Girard et Pierre Michaut, décide ne pas décerner le prix mais attribue deux premières mentions d’une valeur de 15 000 francs chacune à L'Épouvantail, de Paul Grimault et à Callisto, la petite nymphe de Diane d’André-Édouard Marty[2]
- 1955 : Le Voyage de Badabou, de Henri Gruel
- 1956 : Soir de fête, de Albert Pierru
- 1958 : Voyage en Boscavie, de Jean Bosc, Claude Choublier et Jean Herman (jury présidé par René Clair)
- 1960 : L'Horrible, Bizarre et Incroyable Aventure de monsieur Tête, de Jan Lenica et Henri Gruel
- 1961 : Les Dents du singe, de René Laloux
- 1963 : Mais où sont les nègres d'antan ?, de Michel Boschet et André Martin
- 1964 : Trois portraits d'un oiseau qui n'existe pas, de Robert Lapoujade
- 1965 : Les Oiseaux sont des cons, de Chaval et Michel Boschet
- 1968 : L'Araignéléphant, de Piotr Kamler
- 1971 : Délicieuse catastrophe, de Piotr Kamler
- 1972 : Un Oiseau pas comme les autres, de Jean-Pierre Rhein